# التزلج في لبنان

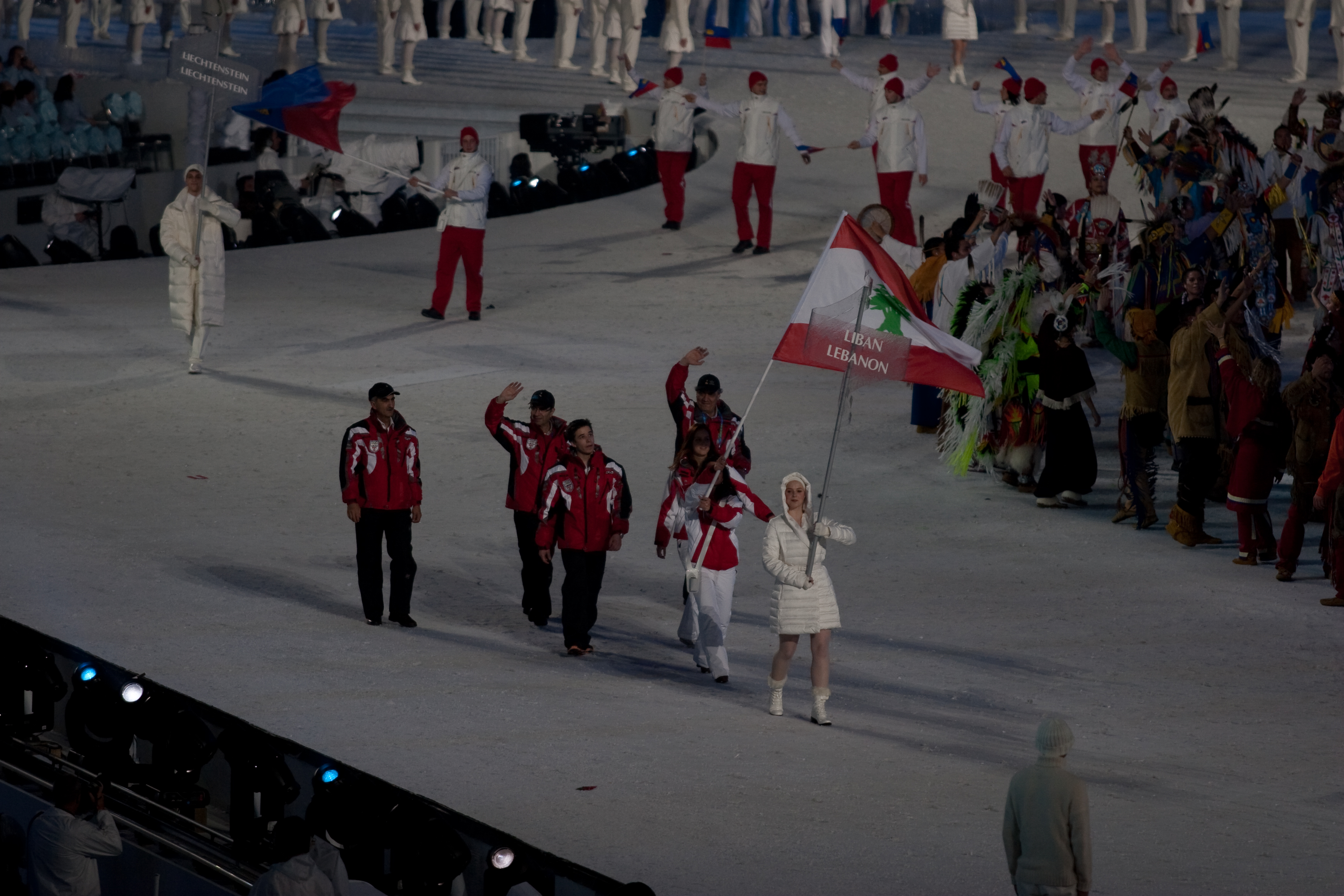
مشاركة لبنان في الأولمبياد الشتوية عام 2010م.

يعد التزلج في لبنان رياضة شعبية منذ أن عاد طالب هندسة من الدراسة في سويسرا ومعه رياضة التزلج إلى لبنان في أوائل القرن العشرين، وتعد لبنان موطنًا لستة منتجعات التزلج المتقدمة، ويعد منتجع Cedars للتزلج ببشري هو الأقدم وحصل على أول مصعد للتزلج بينما يعد منتجع كفردبيان للتزلج بكفردبيان هو أكبر منتجع للتزلج في لبنان.

## نظرة عامة

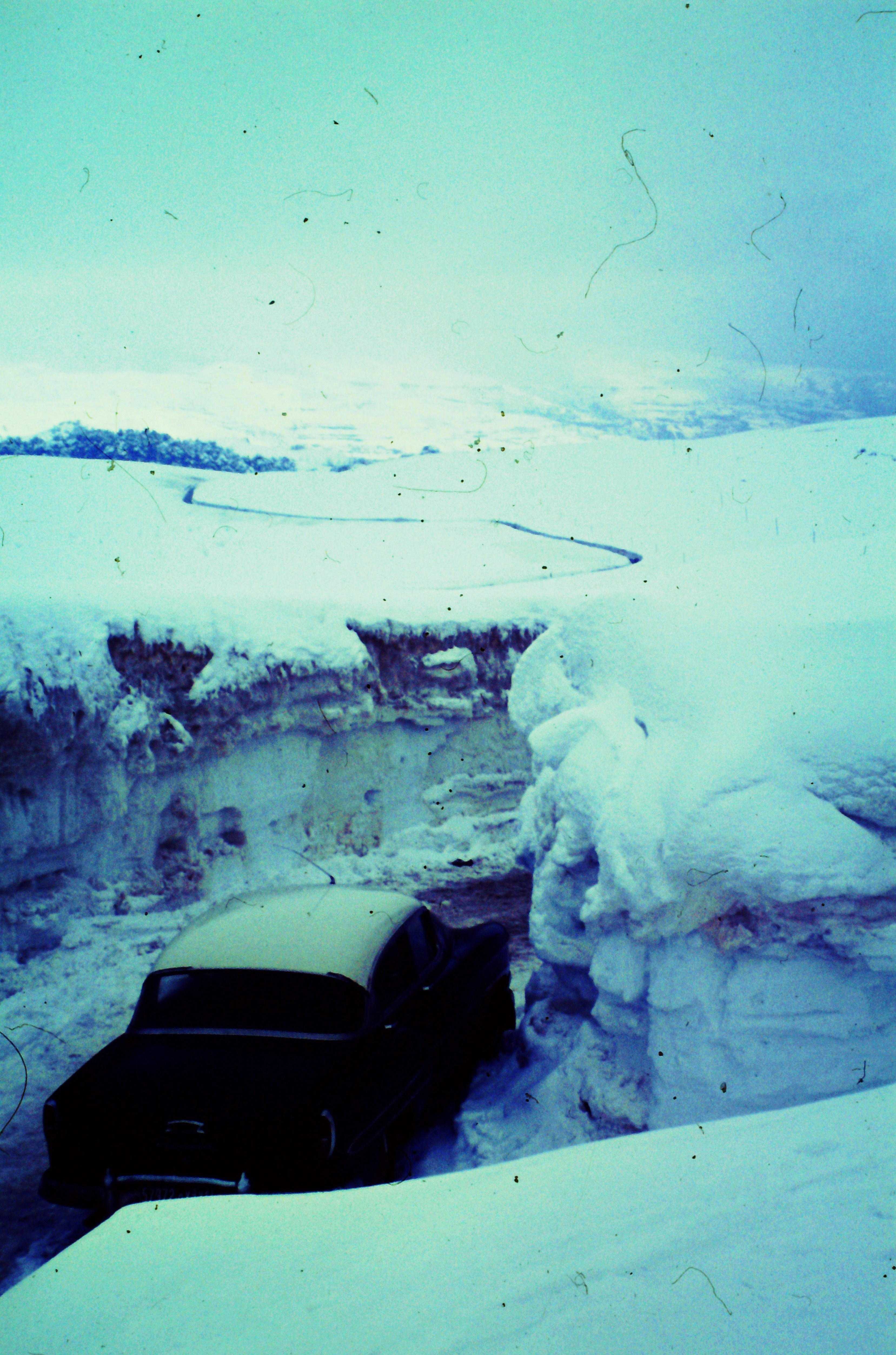
الشتاء في جبال لبنان الشرقية ومثل هذه الأجواء تسمح بممارسة التزلج في لبنان.

تعد لبنان دولة جبلية يصل ارتفاع قممها إلى 10000 قدم، ويُشار إليها أحيانًا باسم «سويسرا الشرق».
لبنان هو موطن لستة منتجعات جيدة الصيانة تقع على سلسلة جبال لبنان التي تواجه البحر الأبيض المتوسط، وتشمل المنتجعات 49 مصعد تزلج مجتمعة مع مدرجات يبلغ مجموعها 300 كم في الطول.
يمكن الوصول إلى منتجعات التزلج اللبنانية في رحلة ليوم واحد مع أقرب منتجعات التزلج على بعد أقل من ساعة بالسيارة من العاصمة بيروت، اللبنانيون الاجنماعيون يضمنون أن مشهد ما بعد التزلج لا ينسى مثل التزلج.
يوجد حقل سابع للتزلج وهو حقل شديد الانحدار ووعر يناسب أكثر المتزلجين جرأة فقط في جبل حرمون، ولكن بسبب الوضع السياسي مع إسرائيل وسوريا لم يتم تطوير الحقل إلى منتجع، وفي عام 2005 تم الكشف عن خطط لمنتجع سانين زينيث للتزلج بقيمة مليار دولار.

## التاريخ

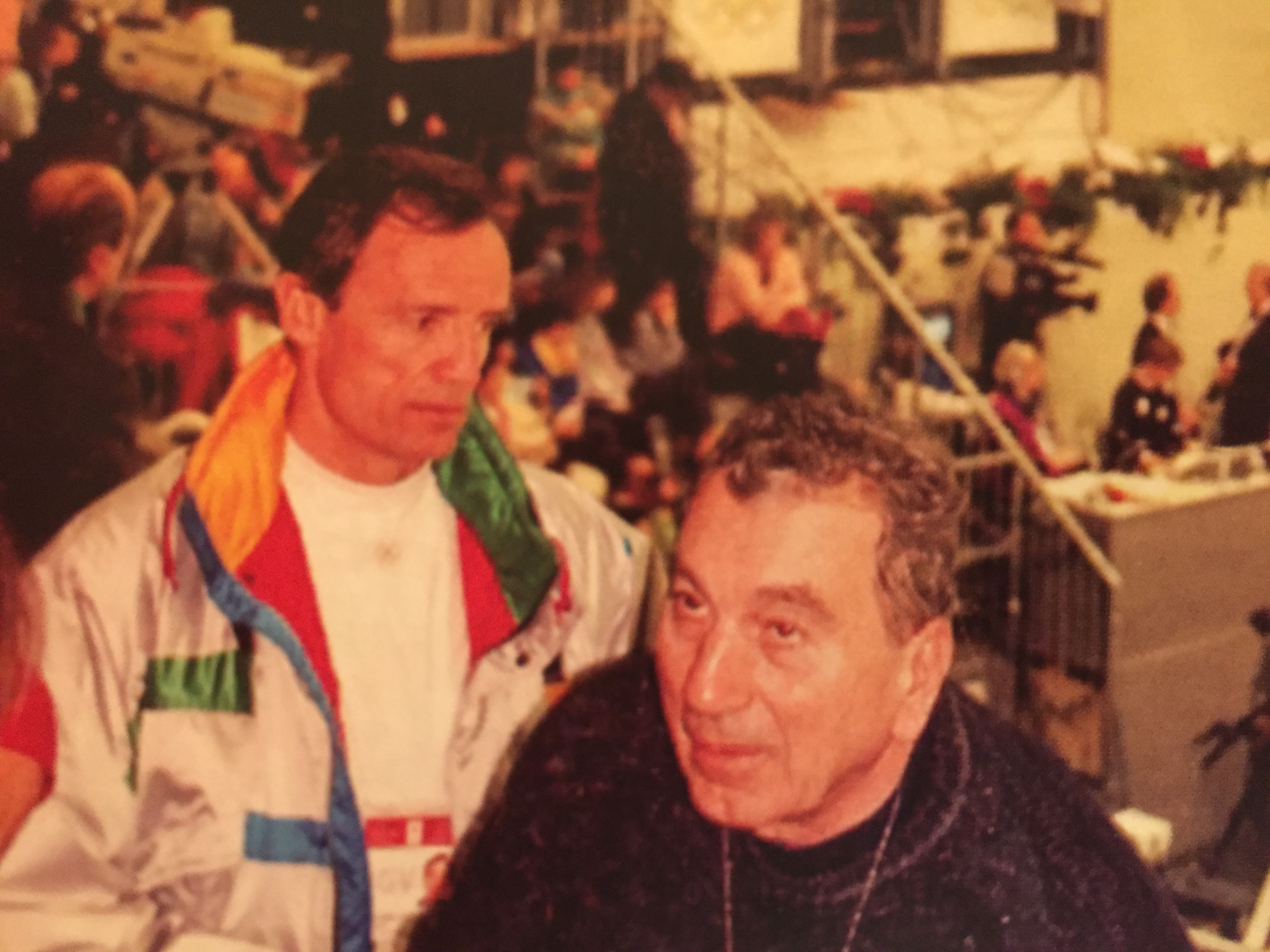
الجراح اللبناني إميل رياشي وخلفه جان كلود كيلي في أولمبياد 1992 الشتوية التي أقيمت في مدينة ألبيرفيل الفرنسية

قدم التزلج إلى لبنان في عام 1913 عندما عاد رامز غزوي وهو مهندس لبناني من دراسته في سويسرا وقدم لأصدقائه هذه الرياضة في الجبال القريبة من عاليه في جبل لبنان.
وفي عام 1934 تم تأسيس النادي اللبناني "Le Club Libanais" أول نادٍ للتزلج في لبنان من قبل موريشيوس تابت ومنير عيتاني والأخوات أندريه خاشو وأيميه كتانة، وفي العام التالي أنشأ الجيش الفرنسي أول مدرسة للتزلج في فندق لو غراند سيدري في أرز الرب في بشري شمال لبنان، وفي عام 1937 انتقلت المدرسة إلى ثكنات جبلية عالية وأصبحت فيما بعد تعرف باسم مدرسة التزلج العسكري.
وبحلول الأربعينيات من القرن الماضي أنشأ لبنان مسابقات ونوادي ومدارس للتزلج في جميع أنحاء البلاد وبدأ التنافس على المستوى الدولي، حيث قام جيمس ريدل ‏ -بطل التزحلق البريطاني الذي كان يُطلق عليه في الغالب «والد الصحافة الحديثة للتزلج»- بإدارة مدرسة للتزلج وتسلق الجبال في عام 1942 في للجيش التاسع الأسترالي في أرز الرب ببشرى.
وفي عام 1947 تنافس لبنان للمرة الأولى في البطولة الدولية في شاموني بفرنسا مع ميشال سامين مع حمل العلم اللبناني، وبعد سنة واحدة شارك لبنان في الألعاب الأولمبية الشتوية لأول مرة في الألعاب الأولمبية الشتوية لعام 1948 في سانت موريتز بسويسرا، وتنافس أربعة رياضيين: منير عيتاني وجان سمين وعبد الوهاب الرفاعي وإبراهيم جعجع.
في عام 1959 بدأ منتجع عيون السمان المعروف اليوم بمزار كفردبيان.
شهد عام 1961 التأسيس الرسمي للاتحاد اللبناني للتزلج برئاسة الرئيس إميل رياشي.
ومنذ عام 1962 وحتى اندلاع الحرب الأهلية في عام 1975أقيمت مسابقة كأس العالم تحت عنوان «أسبوع الأرز الدولي للتزلج (Semaine Internationale du Ski aux Cedres)» سنويًا في الأرز واجتذبت أبطال العالم الأكثر شهرة.
في عام 1967 انعقد المؤتمر السنوي السادس والعشرون للاتحاد الدولي للتزلج (ISF) في بيروت، وفي عام 1967 وحتى عام 1972 تعاون الاتحاد مع الجيش اللبناني لاستضافة بطولة العالم للتزلج العسكري.
وفي وقت تأسيسه عام 1974 كان نادي فقرا -الذي تم بناؤه عند سفح جبل صنين بمساعدة المهندسين المعماريين السويسريين- أحد منتجعات التزلج الخاصة الرائدة في العالم، ومع ارتفاعاته التي تتراوح ما بين 1700 و 2000 متر قدم المنتجع عشرات الدرجات من مستويات مختلفة والتي سمحت للمتزلجين بالاستمتاع بالرياضة ليلا ونهارا، وفي الأيام الصافية يمكن للمرء أن يرى البحر المتوسط والعاصمة بيروت من القمم.
وفي عام 1993 بدأ ريتشارد إلياس اللبناني الأمريكي التزلج السلمي الدولي، حيث قاد مجموعة من المتزلجين المحترفين الثلاثة عشر من عشر دول مختلفة للتزلج في لبنان.
شارك المتزلجون اللبنانيون في الألعاب الأولمبية الشتوية منذ عام 1948 وفي بطولة العالم: إنسبروك (1964)، اليونان (1967)، سابورو (1972)، إنسبروك (1976)، غرونوبل (1969)، ليك بلاسيد (1980)، كالجاري (1988) وألبرتفيل (1992).

## منتجعات التزلج
- منتجع الأرز للتزلج
- نادي فقرا
- اللقلوق وتُكتب أيضا اللكلوك
- مزار كفردبيان
- قناة بكيش
- سانين زينيث (المخطط)
- زعرور

## الموسم
يمتد موسم التزلج -الذي يشبه جبال الألب- عادة من منتصف ديسمبر إلى أبريل اعتمادًا على طول وعمق تساقط الثلوج، وفي فصل الربيع يكون من الممكن في بعض الأحيان التزلج على الجليد في الصباح والقيادة إلى الساحل في فترة ما بعد الظهر للتزلج على الماء.

## طالع أيضًا
- الرياضة في لبنان
- أرز الرب
- مزار كفردبيان

## روابط خارجية
- Sharro، Karl (31 مارس 2018). "Skiing Mount Lebanon". BBC World Service. British Broadcasting Corporation. مؤرشف من الأصل في 2019-04-10. audio: 27 min.
- الموقع الرسمي للاتحاد اللبناني للتزلج
- دليل التزلج في لبنان
- مزود خدمات التزلج في لبنان